# Saint-Georges-de-Pointindoux
Saint-Georges-de-Pointindoux is een gemeente in het Franse departement Vendée (regio Pays de la Loire) en telt 1129 inwoners (1999). De plaats maakt deel uit van het arrondissement Les Sables-d'Olonne.

## Geografie
De oppervlakte van Saint-Georges-de-Pointindoux bedraagt 15,4 km², de bevolkingsdichtheid is 73,3 inwoners per km².
De onderstaande kaart toont de ligging van Saint-Georges-de-Pointindoux met de belangrijkste infrastructuur en aangrenzende gemeenten.

## Demografie
Onderstaande figuur toont het verloop van het inwonertal (bron: INSEE-tellingen).

1. ↑  Populations de référence 2022.